# Johan Pontén (läkare)
Per Johan Otto Pontén, född 7 november 1901 i Hjärtlanda församling, Jönköpings län, död 19 november 1983 i Örebro Nikolai församling, var en svensk läkare. 
Johan Pontén tillhörde släkten Pontén från Småland. Han var son till John Pontén i Hultsjö, bror till Gustaf Pontén i Söderåkra och sonson till Gustaf Pontén i Korsberga, som alla var kontraktsprostar. Modern Una Sjögren var dotter till historikern Otto Sjögren.
Efter studentexamen 1919 i Lund blev Pontén medicine kandidat där 1924 och medicine licentiat i Stockholm 1928. Han var tillförordna provinsialläkare i Hallstaviks distrikt 1929, dito i Håby distrikt kortare perioder 1928, 1929 och 1930, i Orsa distrikt 1929, t.f. stadsläkare i Söderhamn 1928, provinsialläkare under vakans i Melleruds distrikt 1929, assistentläkare vid Sachsska barnsjukhuset 1929–30, t.f. underläkare vid samma sjukhus 1930, assistentläkare vid Löwenströmska lasarettet 1930, t.f. extra provinsialläkare i Bolidens distrikt 1931 och extra provinsialläkare där 1931, i Fellingsbro distrikt från 1944, gruv- och bergslags-, respektive förste bergslagsläkare vid Domnarvets Jernverk 1951 samt var läkare vid Yrkesinspektionens nionde distrikt (Kopparbergs och Gävleborgs län) 1964–71.
Johan Pontén var först gift 1927 med gymnastikdirektören Elisabeth Hagströmer (1896–1960), dotter till häradshövdingen Erik Hagströmer och Anne-Sophie Björkenstam, och sedan från 1960 med sjuksköterskan Ingrid Sköld (1914–2003), dotter till köpmannen Bengt Sköld och Amanda Zander. Han hade tre söner i första äktenskapet: rådmannen Erik Pontén (1930–2000), radiomannen Anders Pontén (1934–2009) och formgivaren Jonas Pontén (1936-2019).